# 大森義明
大森 義明（おおもり よしあき、1961年 - ）は、日本の大学教授。神奈川県出身。横浜国立大学大学院国際社会科学研究院教授。専門は、労働経済学。

## 人物・経歴
神奈川県出身。1983年、上智大学経済学部卒業。1985年、同大学大学院経済学研究科博士前期課程修了。1990年、米国ニューヨーク州立大学ストーニーブルック校大学院経済学研究科博士課程修了（Ph. D.取得）。1990年、米国コネティカット大学ストース校経済学部助教授。1995年、富山大学経済学部助教授。2001年、小樽商科大学商学部助教授。2002年、同大学商学部教授。2004年、横浜国立大学経済学部教授。その後、同大学大学院国際社会科学研究院教授。
専門は労働経済学。これまでに日本経済学会やThe Society of Labor Economists、Western Economic Association、Eastern Economic Associationに所属。2019年からは日本人口学会に所属。